# Brentosoma nivale
Brentosoma nivale är en mångfotingart som beskrevs av Karl Wilhelm Verhoeff 1932. Brentosoma nivale ingår i släktet Brentosoma och familjen knöldubbelfotingar. Inga underarter finns listade i Catalogue of Life.